# Piriaka

Piriaka est une petite localité rurale située à côté du fleuve Whanganui, dans l’île du Nord de la Nouvelle-Zélande.

## Situation
Elle est localisée à environ 10 km au sud-ouest de la ville de Taumarunui sur le trajet de la route State Highway 4/S H 4 (en), dans la région du King Country (en).

## Toponymie
Son nom en langue Māori, vient de piri (se cramponner fermement) et aka (‘grimpeurs’) dans le bush de différentes sortes, tels que les plantes grimpantes du type rata) .

## Installations
La centrale de Piriaka (en) est située à environ 1 km, au nord du village.
Les sources d’eau de Piriaka peuvent être trouvées juste au sud de Piriaka (à côté de la route SH4, juste à l’endroit où elle commence à grimper en altitude) à la côte 38° 55′ 33″ S, 175° 20′ 27″ E. 
Ces sources d’eau sont bien connues localement et fournissent l’essentiel de l'eau pour l’agglomération  , .
A environ 1 km plus loin au sud, le long de la route  SH4, au niveau de la cote 38° 55′ 56″ S, 175° 20′ 37″ E, il y a un point de vue donnant une excellente perspective sur le fleuve Whanganui . 
Ce point est connu comme le «Piriaka lookout».